# Vol Lauda Air 004
Le 26 mai 1991, le Boeing 767 effectuant le vol Lauda Air 004, un vol international régulier entre Hong Kong et Vienne, en Autriche, s'écrasa dans la jungle thaïlandaise, moins d'une demi-heure après son décollage de l'aéroport international Don Muang de Bangkok, où il avait fait escale. 
Il n'y eut aucun survivant parmi les 223 passagers et membres d'équipage à bord, ce qui en fait la catastrophe aérienne le plus meurtrière qu'ait connu la Thaïlande. Il s’agit à la fois de la première perte, du premier accident mortel et du crash aérien le plus meurtrier impliquant le Boeing 767.
L'enquête montra que l'appareil avait subi en vol le déploiement de l'un des inverseurs de poussée, provoquant sa perte de contrôle, sa chute et sa désintégration à 1 200 mètres d'altitude, alors que Boeing soutenait que l'avion pouvait voler après une telle panne. Par la suite, les autorités imposèrent qu'une sécurité supplémentaire soit installée pour empêcher le déploiement intempestif en vol des inverseurs de poussée.

## Avion
L'appareil impliqué était un Boeing 767-3Z9ER, immatriculé OE-LAV (numéro de série 24628/283), construit en 1989 et propulsé par deux moteurs Pratt & Whitney PW4060. Il était surnommé « Mozart » et était le 283e 767 construit par Boeing. Ce biréacteur long-courrier a été livré neuf à Lauda Air le 16 octobre 1989, et il totalisait 7 429 heures de vol et 1 132 cycles de vol (décollage/atterrissage) le jour de l'accident.
À ce moment-là, le moteur n°2, situé sur l'aile droite, était sur la cellule de l'avion depuis sa sortie d'usine, et totalisait 7 444 heures et 1 133 cycles de vol, alors que le moteur n°1 (avec l'inverseur de poussée défaillant), situé sur l'aile gauche, était sur la cellule de l'avion depuis le 3 octobre 1990, et totalisait 2 904 heures et 456 cycles de vol.

## Circonstances
Au moment de l'accident, Lauda Air exploitait trois vols hebdomadaires entre Bangkok et Vienne. Le vol 004 effectua normalement son escale à Bangkok et redécolla à 23 h 2 (heure locale) avec 213 passagers et 10 membres d'équipage, sous la supervision du commandant de bord américain Thomas John Welch (48 ans, 11 750 heures de vol) et du copilote autrichien Josef Thurner (41 ans, 6 500 heures). L'enregistrement des communications dans le cockpit montre que, pendant 5 minutes et 45 secondes après la mise en marche des moteurs, les procédures furent normalement appliquées.
Puis, pendant les 4 minutes et 30 secondes suivantes, les pilotes entamèrent une discussion au sujet d'une alarme REV ISLN. Cette alarme concernait la vanne d'isolement, qui régule l'alimentation en liquide hydraulique au niveau des inverseurs de poussée des deux moteurs du 767. Le copilote consulta le manuel de référence à ce sujet et en fit la lecture. Le commandant décida que cette alarme était simplement une information à prendre en compte, et rien d'autre ne fut entrepris car elle ne restait pas constamment allumée. Le commandant dit « ça s'allume, ça s'éteint, il doit y avoir de l'humidité ou un truc comme ça. », puis 10 minutes et 20 secondes après le décollage, le copilote avertit le commandant qu'il fallait légèrement compenser l'avion à gauche, ce qu'il fit.
À 23 h 17, soit environ 15 minutes après le décollage, l'inverseur du moteur n°1 s'est subitement déployé, alors que l'avion survolait un terrain boisé et montagneux dans la zone frontalière entre la province de Suphanburi et la province d'Uthai Thani, en Thaïlande. Le copilote s'est alors exclamé « Ah, l'inverseur est déployé.» 21 secondes plus tard, l'enregistrement prit fin sur des bruits de destructions structurelles. 
En raison de la conception de l'inverseur, son déploiement a provoqué une brusque perte de portance de 25 % sur le bord d'attaque de l'aile gauche du 767, et entraîné un décrochage aérodynamique et une destruction partielle de l'aile, au niveau des ailerons et des volets. 
L'appareil a immédiatement entamé un virage à gauche et est parti en piqué. Les surcharges induites par les manœuvres des pilotes pour reprendre le contrôle, combinées à la vitesse de l'avion pendant la chute, ont dépassé les limites structurelles de l'avion et détruit petit à petit l'arrière du fuselage, ainsi que l'empennage de l'appareil. 
La perte de la structure de la queue a provoqué une charge négative supplémentaire sur les ailes lorsque le 767 s'est mis à plonger verticalement, atteignant une vitesse verticale estimée à Mach 0,99 (1222 km/h, soit la valeur la plus élevée que les capteurs de l'avion pouvaient enregistrer), franchissant ainsi le mur du son.
Les ailes se sont ensuite rompues et se sont détachées du fuselage au niveau des bords de fuite, engloutissant les restes de l'avion en chute dans les flammes, avant de percuter un terrain boisé montagneux et d'exploser à l'impact. La plupart des débris étaient dispersés dans une zone forestière isolée d'environ un kilomètre carré, à une altitude de 600 m, dans ce qui est aujourd'hui le parc national de Phu Toei (en). Le site du crash était à environ 100 km au nord-ouest de Bangkok, près de la frontière entre la Birmanie et la Thaïlande.

## Recherches
Les équipes de secours volontaires et les villageois locaux ont pillé l'épave de l'avion, emportant différents appareils électroniques ainsi que des bijoux appartenant aux victimes, de sorte que leurs proches n'ont pas pu récupérer leurs effets personnels. La majorité des corps ont été transportés dans un hôpital de Bangkok, mais le site de stockage n'a pas été réfrigéré et les corps se sont décomposés. Des experts dentaires et légistes ont travaillé pour identifier les corps, mais 27 d'entre eux n'ont jamais été identifiés.
Des spéculations ont circulé selon lesquelles une bombe aurait pu détruire le 767 en vol, car certains témoins oculaires ont rapporté avoir vu une grosse boule de feu entourant l'appareil, résultant de la dislocation de l'aile droite pendant la chute de l'avion. Cependant, une motivation terroriste a été jugée peu probable, car l'Autriche était politiquement neutre et avait la réputation d'éviter les conflits internationaux, tels que la récente guerre du Golfe.

## Victimes
| Nationalité | Passagers | Équipage | Total |
| ----------- | --------- | -------- | ----- |
| Autriche    | 74        | 9        | 83    |
| Hong Kong   | 52        | 0        | 52    |
| Thaïlande   | 39        | 0        | 39    |
| Italie      | 10        | 0        | 10    |
| Suisse      | 7         | 0        | 7     |
| Chine       | 6         | 0        | 6     |
| Allemagne   | 4         | 0        | 4     |
| Portugal    | 3         | 0        | 3     |
| Taïwan      | 3         | 0        | 3     |
| Yougoslavie | 3         | 0        | 3     |
| États-Unis  | 2         | 1        | 3     |
| Philippines | 2         | 0        | 2     |
| Royaume-Uni | 2         | 0        | 2     |
| Hongrie     | 2         | 0        | 2     |
| Australie   | 1         | 0        | 1     |
| Brésil      | 1         | 0        | 1     |
| Pologne     | 1         | 0        | 1     |
| Turquie     | 1         | 0        | 1     |
| Total       | 213       | 10       | 223   |

Parmi les victimes notables figuraient :
- Clemens August Andreae (en), professeur d'économie autrichien, dirigeait un groupe d'étudiants de l'université d'Innsbruck lors d'une tournée en Extrême-Orient.
- Pairat Decharin (en), gouverneur de la province de Chiang Mai, et son épouse.
- La princesse Phongkaeo de Chiang Mai (dynastie Chet Ton (en)).

## Enquête
L'enquête fut menée par le Comité thaïlandais d'enquête sur les accidents aériens (en), avec l'assistance du Conseil national de la sécurité des transports (NTSB) ; le champion du monde de Formule 1 Niki Lauda, qui a fondé et dirigé Lauda Air, a été personnellement impliqué dans l'enquête sur cet accident. Elle fut longue car l'enregistreur de paramètres (FDR) avait été complètement détruit lors du crash, de sorte que seul les données de l'enregistreur phonique (CVR) était exploitable.
C'est Niki Lauda qui mena les enquêteurs sur la piste de l'inverseur de poussée, et il pointa du doigt un dysfonctionnement de ce dispositif. Boeing répondit que, conformément aux demandes de certification de la Federal Aviation Administration (FAA), leur avion pouvait continuer à voler avec un inverseur de poussée enclenché en vol, idée d'ailleurs largement répandue chez les pilotes. 
Lors de la certification du 767, les tests avaient toutefois été menés à une altitude de 10 000 pieds (3 000 m) et à une vitesse de 250 nœuds (460 km/h), alors que le vol 004 se trouvait à 24 700 pieds (7 500 m), lors de la montée vers son altitude de croisière de 30 000 pieds (9 100 m), et volait à 400 nœuds (740 km/h) lorsque l'inverseur du moteur gauche s'est déployé. Lauda exigea alors que Boeing mette un simulateur à sa disposition et il démontra que les conséquences du déploiement d'un inverseur de poussée à l'altitude à laquelle se trouvait le vol 004 étaient identiques à celles constatées sur place. À savoir, une perte de contrôle irréversible et la dislocation de l'appareil en vol. 
Aucun des pilotes mis en situation dans un simulateur ne fut capable de reprendre le contrôle de l'avion après la mise en route de l'inverseur de poussée. Devant la campagne de presse menée par Lauda, Boeing fut obligé de reconnaître les faits. L'enquête mit également hors de cause les pilotes et la maintenance de l'avion. 
La cause du déploiement de l'inverseur de poussée n'a jamais été identifiée avec certitude. De multiples possibilités ont été étudiées, notamment un court-circuit dans le système électrique de l'avion, ayant affecté les deux vannes à commande électronique, servant à bloquer les inverseurs de poussée pendant le vol, commune aux modèles récents de Boeing. Cependant, la destruction d'une grande partie du câblage électrique de l'appareil a empêché les enquêteurs de parvenir à une conclusion définitive concernant le déploiement de l'inverseur du moteur gauche.
À la suite de cet accident, Boeing a modifié le système d'inverseur de poussée, pour éviter des événements similaires, en ajoutant des crochets capables de retenir physiquement les inverseurs de poussée et d'empêcher leur déploiement en vol. Ce dispositif, appelé 3e ligne de défense (les inverseurs de poussée avaient déjà deux sécurités censées empêcher leur déploiement en vol), a ensuite été installé sur tous les avions en service, Boeing mais aussi Airbus. Le dernier avion a été modifié en 2004.

## Conséquences
Environ un quart de la capacité de transport de la compagnie aérienne a été détruite à la suite de l'accident. À la suite du crash du vol 004, la compagnie aérienne n'a effectué aucun vol à destination de Sydney les 1er, 6 et 7 juin. Les vols ont repris le 13 juin, avec un autre 767. Après cet accident, les réservations en provenance de Hong Kong ont diminué de 20 %, mais cela a été compensé par une augmentation des réservations de la part des passagers basés à Vienne.
Début août 1991, Boeing a émis une alerte aux compagnies aériennes, indiquant que plus de 1 600 modèles récents du constructeur américain (Boeing 737, Boeing 747, Boeing 757 et Boeing 767) étaient équipés d'un système d'inversion de poussée similaire à celui de l'appareil accidenté. Deux mois plus tard, il a été demandé aux compagnies aérienne de remplacer les valves potentiellement défectueuses des systèmes d'inversion de poussée, susceptibles de provoquer le déploiement des inverseurs en vol.

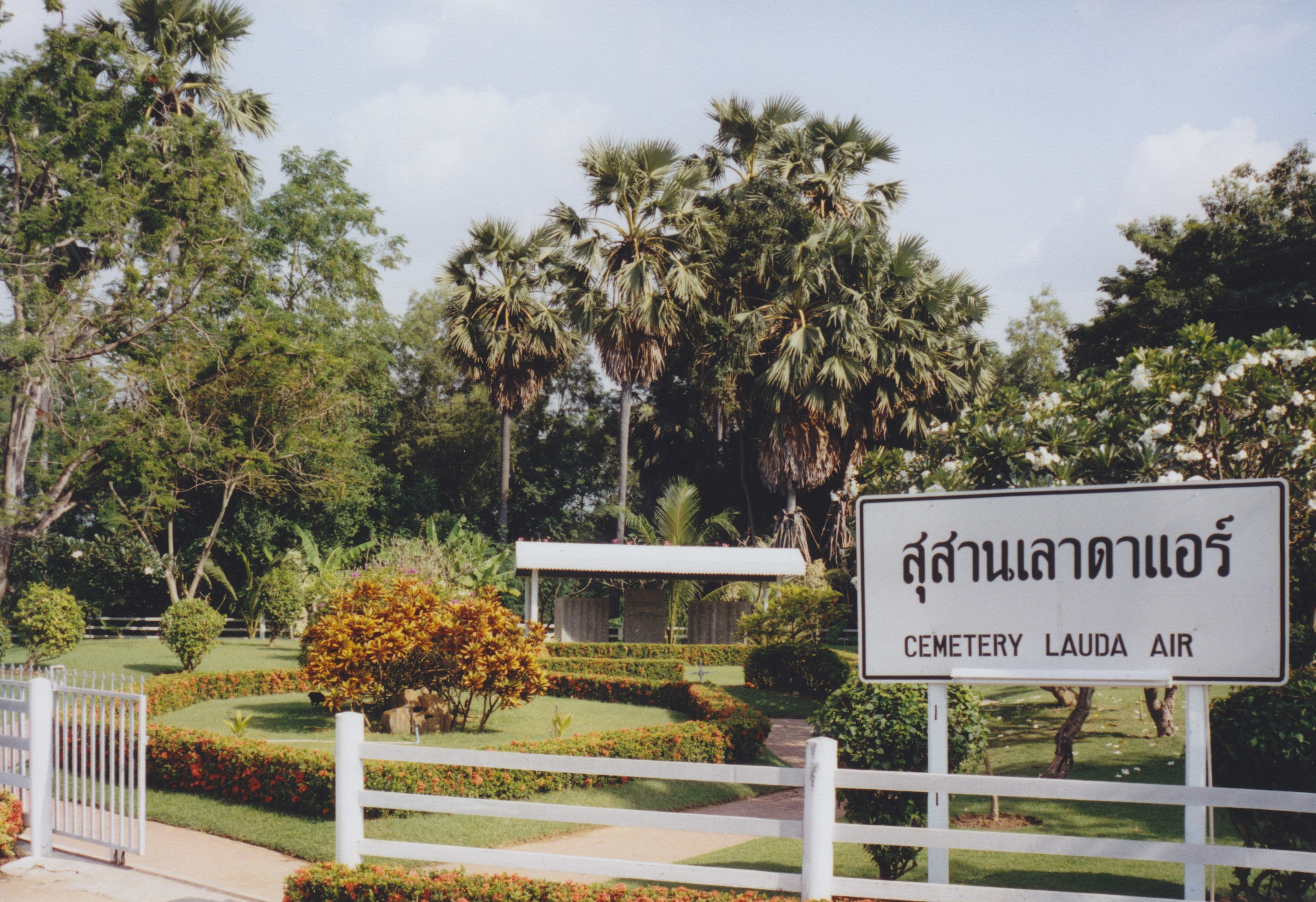
Mémorial en souvenir des victimes de l'accident du vol 004, près de Suphanburi.

Sur le lieu de l'accident, accessible aux visiteurs du parc national, un sanctuaire a été érigé pour commémorer les victimes. Un autre mémorial et cimetière est situé à environ 90 km du lieu de l'accident dans le district de Mueang Suphan Buri (en). 

## Médias
L'accident a fait l'objet d'un épisode dans la série télé Air Crash nommé « Niki Lauda : Tragédie dans le ciel » (saison 13 - épisode 2).